# صادق أحمد قاسم
صادق أحمد قاسم (مواليد 6 ديسمبر 1984)، هو رائد أعمال ومخترع كويتي الجنسية، فاز بلقب مخترع العرب ونجم العلوم عن مشروعه الخيميائي في مسابقة نجوم العلوم التي تنظمها مؤسسة قطر للتربية والعلوم وتنمية المجتمع.

## الحياة العلمية
أنهى صادق دراسته الثانوية عام 2002 بدولة الكويت، التحق بجامعة الكويت لدراسة الفيزياء ولكنة حول لدراسة المحاسبة، وحصل على درجة البكالوريوس في المحاسبة ودرجة الماجستير في إدارة الأعمال.

## الحياة العملية
بعد فوزه في مسابقة نجوم العلوم عام 2010 تولى صادق رئاسة قسم تطوير الاختراعات في مركز صباح الأحمد للموهبة والإبداع التابع لمؤسسة الكويت للتقدم العلمي، واستقال من منصبة بعد 7 سنوات للتركيز على شركته بروتوتك التي تختص بإدارة المشاريع.

## ابتكارات وتكريمات
أنضم صادق للنادي العلمي الكويتي في عام 1995، وقدم أول اختراعاته عام 1998 وهو عبارة عن مكنسة لاسلكية تعمل من دون أسلاك وعن طريق جهاز تحكم عن بعد، ونال عنها الميدالية الذهبية في مهرجان الألفية للشباب في ولاية فلوريدا بالولايات المتحدة عام 2000.
وقدم أيضا نظام المؤشر الضوئي لفرامل السيارات، الذي يقوم بعرض قوة فرملة السيارة للسائق في المركبة التي خلفك مباشرة لتفادي الحوادث نتيجة الفرملة المفاجئة، ونال عنه الميدالية الذهبية في المعرض العالمي للاختراعات الثالث والثلاثين بجينيف عام 2005.
في عام 2007، حصل للمرة الثالثة لمشاركاته الدولية على الميدالية الذهبية وفضيتين وبرونزية عن 4 اختراعات شارك بهم في المعرض الدولي للاختراعات بالشرق الأوسط، في نفس العام حصل على المركز الأول لجائزة العبقرية المقدمة من قبل جمعية المخترعين في المجر عن عدة اختراعات شارك بها.
في عام 2010، حصل على لقب مخترع العرب بعد فوزه في مسابقة نجوم العلوم عن مشروعة الخيميائي وهو عبارة عن جهاز تحضير وإعداد العينات الكيميائية متعدد الوظائف كسحب المواد الكيميائية وتسخينها ومزجها وتبريدها وخلطها في عملية واحدة بالتالي يتم توفير 80% من الوقت المستخدم في تحضير وإعداد العينات التقليدي. وأحد اختراعاته أيضا المبخرة المبخرة الإلكترونية دخون.
في عام 2011، فاز صادق بأربع ميداليات ذهبية خلال مشاركته في معرض إنبيكس المقام في مدينة بيتسبرغ بولاية بنسيلفانيا بالولايات المتحدة كما حصل على جائزة أفضل اختراع في المعرض عن اختراعه جهاز الخيميائي.
في إبريل 2011، فاز صادق بميداليتين ذهبيتين وأخرى فضية في منافسات معرض جنيف الدولي للاختراعات الـ 39 عن اختراعاته الخيميائي، سمارت فنت وسمارت دور. في نوفمبر 2011، حصل على جائزة الابداع السنوية المقدمة من اللجنة الآسيوية للاختراعات بكوريا الجنوبية.
في عام 2012، نفذ مشروع علمي بسيط تمثل في اطلاق بالون هواء يهدف إلى قراءة ودراسة الأجواء وحالة الأرصاد والطقس يمكن تتبعه اثناء عملية الانطلاق والاسترجاع على غرار ما كان يحدث في السابق حيث كانت البالونات المخصصة لمثل هذه الدراسات تطلق لاخذ القراءات ثم تسقط في المياه الإقليمية أو في الصحراء، وتم عمل هذا المشروع بالتنسيق بين النادي العلمي الكويتي وقسم العمليات المركزية جناح طيران الشرطة التابع لوزارة الداخلية وادارة الأرصاد الجوية التابعة للإدارة العامة للطيران المدني. في نفس العام فاز بالمركز الثالث لأفضل سيرة ذاتيه في مؤتمر العلوم السادس والعشرين الذي ينظمه معهد الابتكارات والاختراعات الياباني بطوكيو.
في عام 2019، فاز بجائزة الكويت للتميز والإبداع الشبابي الرابعة المقدمة من قبل أمير الكويت في مجال ريادة الأعمال.